# Sympycnus moestus
Sympycnus moestus är en tvåvingeart som beskrevs av Octave Parent 1933. Sympycnus moestus ingår i släktet Sympycnus och familjen styltflugor. Inga underarter finns listade i Catalogue of Life.